# Fran Čadež
Fran Čadež, slovenski fizik, * 8. december 1882, Kranj, † 18. marec 1945, Ljubljana.

## Življenje in delo
Čadež je po končani gimnaziji Ljubljani (1902) na Dunaju študiral matematiko in fiziko, bil nato asistent na centralnem meteorološkem zavodu (1907), nato suplent na II. državni gimnaziji v Ljubljani, v Kopru, na ljubljanskem učiteljišču, državni gimnaziji v Gorici, realki v Idriji, od 1918 pa profesor na ljubljanski realki. Napisal je poljudnoznanstveno razpravo Skrivnost radioaktivnosti (Slov. šolska matica, 1908) ter objavljal strokovne članke, predvsem o meteorologiji, v raznih listih (v Notranjcu, SN, ljubljanski Domovini, Jutru in Vedi). Ljubiteljsko se je udejstvoval  tudi kot šahist.